# Ludwig Bergström
Ludwig Bergström, född 22 augusti 1983 i Västerås-Barkarö, är en svensk fotbollsmålvakt som bland annat har spelat för Örebro SK och Åtvidabergs FF i Allsvenskan.